# Autizmussal önmagamba zárva
Az Autizmussal önmagamba zárva című önéletrajz Seth F. Henriett, születési nevén Fajcsák Henrietta gyermekkori autizmussal élő költő, író és festőművész irodalmi alkotása, gyermekkori festményekkel, grafikákkal és fotókkal illusztrálva.

## A mű kiadása, története és visszhangja
2005-ben a Kapocs Kiadó gondozásában jelent meg az önéletrajzi ihletésű mű. Az atipikus savant személyiségnek tekinthető szerző művének megjelenése után 5 évvel, feltűnést keltett a közvéleményben a műben szereplő, sokszor idézett mondat. 
Volt egyszer egy világ, a világban egy bolygó, a bolygón egy földrész, a földrészen egy ország, az országban egy város, a városban egy lakás, a lakásban egy szoba, a szobában egy ember, s az emberben egy világ.
"A matematikai formalizmust túllépve Seth F. Henriett fogalmazta meg világunk multistruktúrájának lényegét" írta róla A humán társadalom elmélete című könyvében Dénes Tamás és Farkas János.
2010-ben a műből – két másik autista spektrumzavarral élő író, Donna Williams (Léttelenül) és Birger Sellin (A lélek börtöne), valamint egy nem autista író, Mark Haddon (A kutya különös esete az éjszakában) szövegrészleteinek felhasználásával – az Orlai Produkciós Iroda színpadra vitt egy monodrámát Nemsenkilény, monológ nemmindegyembereknek címmel, Börcsök Enikő főszereplésével.
A könyvben olvasható idézet díszletelemként, a Börcsök Enikő főszereplésével előadott monodráma díszletkockáinak felirataként is szerepelt. A szerző tehetségét éppúgy fémjelzik szürrealista festményei, grafikái és fotói, mint ahogyan aforizmái és versei is, melyek a könyv részei.
A kötet első meséjét Misumesék c. mesesorozatában feldolgozta, előadta Both András szinkronszínész, 2017-ben.

## A mű ismertetése
Sokoldalúan tehetséges fiatal szerző önéletrajzi jellegű, befelé forduló írásait, festményeit, rajzait, fotóit gyűjti egybe ez a vékony kötet. Szórakoztató, informatív, megindító, humoros és időnként megdöbbentő, sőt vádló írások, gyönyörködtető és szórakoztató képek. Az utóbbi tíz-tizenöt évben egyre több önéletrajzi írás jelent meg kiemelkedő értelmű, magas intelligenciájú, de autizmus spektrumzavarban szenvedő felnőttek tollából.
Ezek többsége leíró jellegű. S. F. H. írása nem csupán tartalmával ragad meg, hanem indulati-lírai, érzelmi sodrásával, humorával, öniróniájával is. Ugyanakkor - miközben azon dolgozik, hogy megértse, illetve megértesse magát - a külső szemlélő, a szakember számára is nehezen érthető jelenségekre ajánl sokszor egészen egyszerű értelmezést, magyarázatot.
Mi, akik közelről ismerjük őt, reméljük, hogy fokozatosan legyőzi, és munkába, alkotásba fogja fordítani az írásait meghatározó, önmagára és a külvilágra haragvó életérzést, mint iskoláskorában - még sokkal éretlenebb életszakaszban - okos stratégiával legyőzte tanulási nehézségeit memóriája segítségével. Azt reméljük, hogy egyre kiegyensúlyozottabb, elégedettebb lesz, megbékél magával és a világgal. Kívánjuk is ezt neki, önmagunknak pedig, hogy minél több alkotással örvendeztessen meg bennünket, nézőit, olvasóit.
A reményt az is élteti, hogy már új munkába fogott.

## Mesék
- Első mese 6. o. és 9. o.
- Második mese 43. o.
- Harmadik mese 67. o.
- Negyedik mese 147. o.

## Gondolatok (aforizmák)
- Gondolatok 1. 44. o.- 47. o.
- Gondolatok 2. 47. o . - 49. o.
- Gondolatok 3. 49. o. - 50. o.
- Gondolatok 4. 50. o. - 54. o.
- Gondolatok 5. 55. o. - 59. o. (55. o. 8. bekezdés, a Nemsenkilány alapmondata: „Az autizmus az autos, 'önmaga' szóból származik. Minden ember önmaga. Ebből következne, hogy mindenki autista. Mivel hogy ez lehetetlen, nem értem a dolgot.”)
- Gondolatok 6. 60. o. - 62. o.

## Naplórészlete k
7. o. - 147. o.

## Festmények
- A képzelet virága 39. o.
- Színemlék a múltból (Maci) 40. o.
- Improvizáció I. 41. o.
- A képzelet világa 42. o.
- Zuhanás 63. o.
- Improvizáció II. (Nem dinnye) 64. o.
- Éjjeli természet 65. o.
- Szárnyalás 66. o.
- Improvizáció III. 113. o.
- Bevonalazott világ 114. o.
- Az állandóság színbéli változása 115. o.
- Az állandóság 116. o.
- Formák 117. o.
- Asztali csendélet 118. o.
- Rendomlás előérzete (címlap és reprodukciós festmény) 119. o.
- Mozaikba zárt magány 120. o.

## Grafikák
- Farsangi álarcos ember, kitekeredett nyakkal 20. o.
- A kezem 34. o.
- Jézus a tövissel 43. o.
- Éneklő punk 48. o.
- A pipázó öregember 53. o.
- Cím nélkül (A ló) 61. o.
- A szomorú ember bús 67. o.
- Fejüknél összenőtt sziámi ikrek (punkok) 71. o.
- A csodálkozó ember örül 77. o.
- Cím nélkül II. 98. o.
- Vigyori 104. o.
- A mérges ember negatív kisugárzása 108. o.
- Levél-emberke 111. o.
- A seggfej 124. o.
- Rabság - szabadság 129. o.
- Cím nélkül III. 145. o.

## Fotóművészeti alkotások
- Enteriőr, Eger 1. 91. o.
- Enteriőr, Eger 2. 134 o.
- Enteriőr, Eger 3. 138.
- Magány a magasban 147 o.

## Versek
- Miért vagyok ilyen? 140. o.
- Üresség 141. o.
- Angyali meséket... 142. o.
- Könyvek lapozásának hangjai... 143. o.
- Egy kedves pillanat... 144.